# Cryphoeca nivalis
Cryphoeca nivalis är en spindelart som beskrevs av Schenkel 1919. Cryphoeca nivalis ingår i släktet Cryphoeca och familjen panflöjtsspindlar. Inga underarter finns listade i Catalogue of Life.